# Одећа у БДСМ-у
Одећа у БДСМ-у се односи на бондаж одећу која има различите БДСМ детаље, сличне одећи из сексуалних продавница и с тракама. Нпр. за панталоне шта означава панталоне са карактеристичним каишевима које повезују обе ногавице. 
Један од најчешћих термина повезаних са БДСМ-ом је кожа. Осим тога уз БДСМ се често спомињу и фетиши - гума, латекс, PVC, корсети, високе пете. Ово су уједно и најчешће коришћени БДСМ материјали за одећу. 
Уз неретко провокативну одећу и обућу, често долазе и разни детаљи: попут огрлица, ланаца, окова за руке и/или ноге.   